# Vercel-Villedieu-le-Camp
Vercel-Villedieu-le-Camp ist eine französische Gemeinde mit 1.732 Einwohnern (Stand: 1. Januar 2022) im Département Doubs in der Region Bourgogne-Franche-Comté. Sie gehört zum Kanton Valdahon im Arrondissement Pontarlier.

## Geographie
Vercel-Villedieu-le-Camp liegt auf 658 m über dem Meeresspiegel, fünf Kilometer nordöstlich von Valdahon und etwa 29 Kilometer östlich der Stadt Besançon (Luftlinie). Das Dorf erstreckt sich im Jura, am östlichen Rand des weiten Plateaus von Valdahon, dem sogenannten ersten Plateau des Juras, am Fuß des Mont de Goux.
Die Fläche des 29,96 km² großen Gemeindegebiets umfasst einen Abschnitt des französischen Juras. Der Hauptteil des Gebietes wird vom nur schwach reliefierten Hochplateau von Valdahon eingenommen, das durchschnittlich auf 620 m liegt und gegen Osten leicht ansteigt. Es ist teils von Acker- und Wiesland, teils auch von Wald bestanden. Mit Ausnahme einzelner kurzer Rinnsale besitzt das Plateau keine oberirdischen Fließgewässer, weil das Niederschlagswasser im verkarsteten Untergrund versickert. In der Nähe des Dorfes befinden sich die ausgedehnten Wälder Forêt du Chanois und Les Anglars. Der leicht gewellte westliche Gemeindeteil (das gesamte Areal des ehemaligen Villedieu-le-Camp) gehört zum Truppenübungsplatz Valdahon, der insgesamt eine Fläche von 35 km² einnimmt.
Nach Osten erstreckt sich das Gemeindeareal über einen sanft ansteigenden Hang auf den breiten und überwiegend bewaldeten Höhenrücken des Mont de Goux. Diese Höhe stellt einen langgezogenen Kamm dar, der in Richtung Südwest-Nordost orientiert ist. Er trennt das Plateau von Valdahon vom östlich gelegenen Becken von Avoudrey. Auf dem Mont de Goux wird mit 827 m die höchste Erhebung von Vercel-Villedieu-le-Camp erreicht.
Zu Vercel-Villedieu-le-Camp gehören der Hauptort Vercel sowie verschiedene Weiler und Einzelhöfe, darunter:
- Goux (655 m) auf dem Plateau am südlichen Ortsrand, am Fuß des Mont de Goux
- Les Granges-Rouges (642 m) auf dem Plateau südlich der Forêt du Chanois
- Les Granges-Noires (640 m) auf dem Plateau von Valdahon

Nachbargemeinden von Vercel-Villedieu-le-Camp sind Chaux-lès-Passavant, Belmont, Épenouse und Eysson im Norden, Grandfontaine-sur-Creuse und Longechaux im Osten, Avoudrey, Épenoy, Adam-lès-Vercel und Chevigney-lès-Vercel im Süden sowie Valdahon, Verrières-du-Grosbois und Gonsans im Westen.

## Geschichte
Verschiedene Funde weisen darauf hin, dass das Gemeindegebiet von Vercel-Villedieu-le-Camp bereits in gallorömischer Zeit besiedelt war. Die Burg Vercel wird im 11. Jahrhundert erstmals urkundlich erwähnt. Neben der damals als Holzbau bestehenden Burg entwickelte sich rasch eine Siedlung, die sich im Mittelalter als befestigter Burgflecken etablierte. Eine Urkunde aus dem Jahr 1265 belegt den inzwischen erfolgten Umbau in eine durch Steinmauern geschützte Festung. Vercel bildete nun eine Herrschaft, die als Lehen von der Herrschaft Montfaucon abhängig war. 1559 wurden drei Viertel des Fleckens (inklusive Burg und Kirche) durch einen verheerenden Großbrand zerstört. Im Rahmen der Eroberung der Franche-Comté durch die Truppen der französischen Krone wurde die Burg erneut zerstört und danach dem Verfall überlassen. Zusammen mit der Franche-Comté gelangte Vercel mit dem Frieden von Nimwegen 1678 definitiv an Frankreich. Zu einer Gebietsveränderung kam es 1818, als das vorher selbständige Goux nach Vercel eingemeindet wurde.
In Villedieu-le-Camp bestand seit dem 14. Jahrhundert eine Johanniterkommende. Mit der Einrichtung des Truppenübungsplatzes Valdahon 1907 musste das Dorf aufgegeben werden. Die Gemeindegebiete von Villedieu-le-Camp und Vercel wurden jedoch erst 1962 vereinigt. Gleichzeitig änderte Vercel seinen offiziellen Namen in Vercel-Villedieu-le-Camp. Heute ist Vercel-Villedieu-le-Camp Mitglied des Gemeindeverbandes Portes du Haut-Doubs.
Mit dem 1. Januar 2009 wurde die Arrondissementszugehörigkeit der Gemeinde geändert. Bislang zum Arrondissement Besançon gehörend, kamen alle Gemeinden des Kantons zum Arrondissement Pontarlier.

## Sehenswürdigkeiten

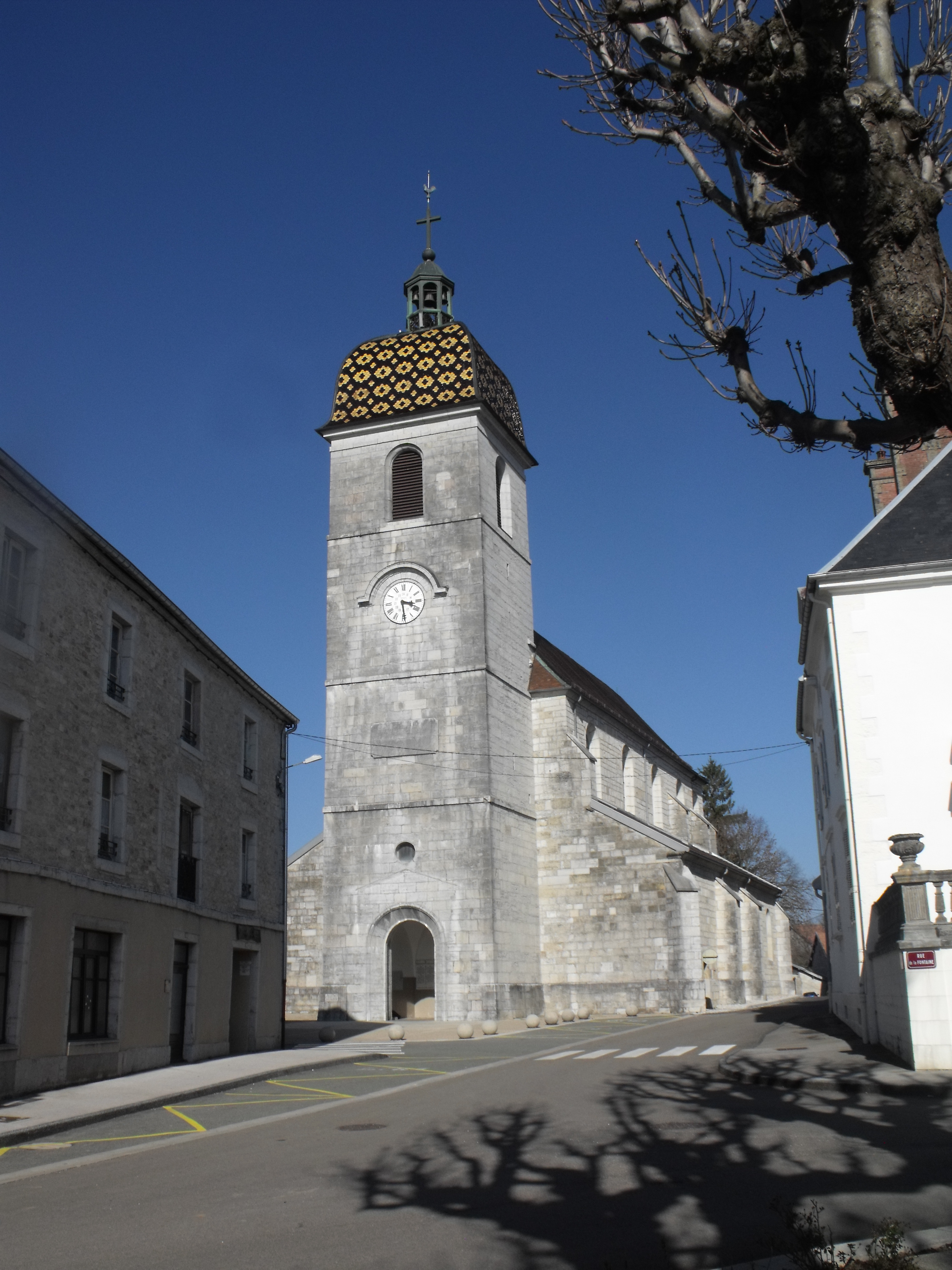
Pfarrkirche Sainte-Agathe

Die Pfarrkirche Sainte-Agathe wurde im 16. Jahrhundert im gotischen Flamboyantstil erbaut. Im weiteren Verlauf wurden mehrfach Umgestaltungen vorgenommen. Die Kirche besitzt eine reiche Ausstattung, darunter ein vergoldeten Silberkelch (18. Jahrhundert) sowie Mobiliar aus dem 17. Jahrhundert.
In einer Waldlichtung auf der Höhe östlich des Dorfes befindet sich die Kapelle Notre-Dame-des-Malades, die im 16. Jahrhundert im gotischen Flamboyantstil errichtet wurde. Von der ehemaligen mittelalterlichen Burg sind die Grundmauern eines Rundturms erhalten. Der alte Ortskern ist geprägt durch verschiedene Bauernhäuser im charakteristischen Stil der Franche-Comté aus dem 17. bis 19. Jahrhundert.

## Bevölkerung
| Jahr                       | 1962 | 1968 | 1975 | 1982 | 1990 | 1999 | 2006 | 2016 |
| Einwohner                  | 845  | 975  | 1041 | 1068 | 1088 | 1213 | 1391 | 1566 |
| Quellen: Cassini und INSEE |      |      |      |      |      |      |      |      |

Mit 1732 Einwohnern (1. Januar 2022) gehört Vercel-Villedieu-le-Camp zu den kleineren Gemeinden des Départements Doubs. Nachdem die Einwohnerzahl in der ersten Hälfte des 20. Jahrhunderts deutlich abgenommen hatte (1901 wurden noch 1235 Personen gezählt), wurde seit Beginn der 1960er Jahre wieder ein kontinuierliches Bevölkerungswachstum verzeichnet.

## Wirtschaft und Infrastruktur
Vercel-Villedieu-le-Camp war bis weit ins 20. Jahrhundert hinein ein vorwiegend durch die Landwirtschaft (Ackerbau, Obstbau und Viehzucht) und die Forstwirtschaft geprägtes Dorf. Daneben gibt es heute verschiedene Betriebe des Klein- und Mittelgewerbes, vor allem in den Branchen der Uhrenindustrie, Käseherstellung, mechanischen Werkstätten, in weiteren Handwerksbetrieben und in Geschäften des Einzelhandels.
Die Ortschaft liegt abseits der größeren Durchgangsstraßen an einer Departementsstraße, die von Valdahon nach Baume-les-Dames führt. Weitere Straßenverbindungen bestehen mit Avoudrey und Pierrefontaine-les-Varans.